# Torre del Oro
De Torre del Oro (vertaling: Toren van het Goud) is een toren in Sevilla aan de Paseo Cristóbal Colón en de Guadalquivir. Hij dateert uit de 13e eeuw. Toen de Almohaden Sevilla als hoofdstad kozen, richtten zij twee bouwwerken op: de Torre del Oro en de Giralda. Het eerste maakte vroeger deel uit van de Moorse stadswallen tussen de Reales Alcázares en de rest van de stad. In 1760 werd hij verbouwd en kreeg hij er een klein rond torentje bij.
De naam Gouden Toren dateert uit de bloeitijd van Andalusië, toen de schepen uit de Amerikaanse koloniën binnenstroomden in Sevilla en hier werden gelost. Hij diende ook als gevangenis, kapel, opslagplaats en thans als maritiem museum (Museo Naval de Sevilla).